# Nive d'Arnéguy
La Nive d'Arnéguy ou l'Aïri (en basque : Luzaideko uharrea ou Arnegi ibaia) est une rivière des Pyrénées-Atlantiques située plus précisément dans la province basque de Basse-Navarre.

## Géographie
La Nive d'Arnéguy naît au pied du col d'Ibañeta (1 232 m). Elle suit la frontière franco-espagnole jusqu'à Arnéguy puis délimite Lasse et Uhart-Cize qu'elle traverse pour rejoindre la Nive à Ascarat.

### Communes traversées
- Navarre : Luzaide.
- Pyrénées-Atlantiques / Basse-Navarre : Arnéguy, Lasse, Uhart-Cize, Ascarat.

### Principaux affluents
Abréviations : (G) ou (rg) Affluent rive gauche ; (D) ou (rd) Affluent rive droite ; (CP) Cours principal, signale le nom donné à une partie du cours d'eau prise en compte dans le calcul de sa longueur.
- (G) Zubi beltzeko erreka, du Lindus (1 220 m)
- (D) Gorritxoneko erreka, du pic de Leizar Atheka (1 409 m)
  - (D) Lasturreko erreka
- (D) Erreka handia, 2.9 km
- (G) Lehertzako erreka, de 1 090 m sur le Mendi Motxa.
- (D) Sasiniako erreka, 2,4 km, de Negusaro au bourg d'Arnéguy
- (D) Pagolako erreka, 7,3 km, de Beilurti
- (D) Landarretako erreka, 6,1 km
- (G) Oholbideko erreka ou Untzurruneko erreka, 6,4 km, de l'Adartza (1 250 m)
- (G) Ithurxiloko erreka, de Lasse
- (D) Zuritzeko erreka[2], 2,8 km.